# Millen Baars
Millen Baars (Beverwijk, 30 mei 2000) is een Nederlands voetballer die als aanvaller speelt. Hij speelde als laatst voor Jong AZ.

## Carrière
Millen Baars speelde in de jeugd van BVV De Kennemers, AFC Ajax en Manchester United FC. Na een jaar zonder club te hebben gezeten sloot hij in 2020 aan bij AZ, waar hij een contract tot medio 2022 tekende. Hij debuteerde in het betaald voetbal voor Jong AZ op 14 september 2020, in de met 1-2 gewonnen uitwedstrijd tegen Jong FC Utrecht. Hij kwam in de 73e minuut in het veld voor Iman Griffith. In totaal kwam hij in seizoen 2020/21 tot 14 competitiewedstrijden, waarin hij niet scoorde. In het seizoen 2021/22 keerde Baars niet meer terug in het shirt van AZ. Op 23 september 2022 dook Baars op bij AS Trencin, waar hij tijdens de eerste helft van het oefenduel tegen FK Dubnica meespeelde.

### Statistieken
| Seizoen                       | Club           | Land           | Competitie     | Competitie | Competitie | Beker | Beker | Totaal | Totaal |
| Seizoen                       | Club           | Land           | Competitie     | Wed.       | Dlp.       | Wed.  | Dlp.  | Wed.   | Dlp.   |
| ----------------------------- | -------------- | -------------- | -------------- | ---------- | ---------- | ----- | ----- | ------ | ------ |
| 2020/21                       | Jong AZ        | Nederland      | Eerste divisie | 14         | 0          | –     | –     | 14     | 0      |
| Carrièretotaal                | Carrièretotaal | Carrièretotaal | Carrièretotaal | 14         | 0          | 0     | 0     | 14     | 0      |
| Bijgewerkt op 11 oktober 2020 |                |                |                |            |            |       |       |        |        |